# Parque nacional Cabo Pulmo
El Parque nacional Cabo Pulmo es una de las áreas más importantes de la región del mar de Cortés. Esta importancia radica en la gran cantidad de especies marinas que habitan en el lugar y en que en sus aguas se ubica el único arrecife de coral vivo en la parte más septentrional del continente americano, es el único arrecife duro de toda la península de Baja California, y además también es uno de los tres únicos arrecifes vivos que quedan en toda Norteamérica, y cuya edad se estima en aproximadamente 25,000 años. Esta zona se encuentra ubicada justo en el Trópico de Cáncer, en la ciudad de San José en el municipio de Los Cabos en el estado de Baja California Sur, México.
La riqueza marina de este sitio ya se conocía desde mediados del siglo XIX, aunque realmente se comenzó a explotar desde mediados del siglo XX, sobre todo por la abundancia de especies comerciales de peces y de otras como la langosta, el ostión y algunas más que corresponden a los caracoles; aunque la zona realmente es conocida a nivel mundial por la abundancia de la madreperla, la cual comenzó con su explotación desde los tiempos de la colonia y comenzó a figurar de forma comercial desde el año de 1912 apareciendo en el catálogo de Bancos perleros de la Baja California, por lo cual durante la primera mitad del siglo XX llegaban varios grupos de buceadores de todo el mundo para dedicarse a la extracción de esta.
También numerosos cronistas, sobre todo norteamericanos, han dejado constancia de sus maravillosos y abundantes recursos marinos destacando la variedad de las especies que se ubican en el arrecife, haciendo de referencia a esta zona como una de las más ricas en cuanto a la flora y fauna marina en la Península de California. En épocas recientes se decretó como área de protección especial y posteriormente se le dio la categoría de parque nacional.
A pesar de lo anterior, por ser una zona remota a otras poblaciones de la península -de la cual el poblado más próximo es Cabo San Lucas-, la zona se encuentra poco habitada. Es posible practicar algunas actividades deportivas como el buceo, la pesca deportiva, el canotaje, el remo y el kayak.

## Decreto
El área que comprende a la Bahía de Cabo Pulmo ya había sido declarada como una zona de protección del estado de Baja California Sur al ser adherida al Sistema Nacional de Áreas Protegidas el 6 de junio de 1995. El 2 de mayo de 1997 el INE ( Instituto Nacional de Ecología ) le dio el nombramiento a José Luis Pepe Murrieta como el primer director del Parque nacional de Cabo Pulmo , como no había presupuesto aún para esta reserva , se conformo el Patronato Cabo del Este, A.C para apoyar a la administración y Tuvieron que transcurrir cinco años para que, el 7 de junio de 2000 tomando en cuenta la importancia y la riqueza de su diversidad biológica en la región del Océano Pacífico mexicano, éste fuera declarado como área natural con el carácter de parque marino. Sin embargo se le dotó, de acuerdo con la LGEEPA, la categoría de parque.
La superficie con la que fue dotada este parque para su creación es de un total de 7,111 hectáreas, las cuales se le dieron desde el año de 1995.
Últimamente este paraíso natural se ha visto amenazado por el proyecto de un complejo turístico "Cabo Cortés" que consiste en 3,655 cuartos de hotel y más de 7,800 residencias , 3 campos de golf de 18 hoyos y una marina de 490 posiciones en las inmediaciones del Parque; de realizarse este proyecto el arrecife coralino correría gran riesgo ya que la empresa desarrolladora no ha demostrado que no lo dañará. Según información de Greenpeace http://salvemoscabopulmo.org/?r=ciberalerta demandaría 4.5 millones de metros cúbicos de agua al año, en una zona semidesértica, además de contravenir al programa de ordenamiento ecológico de Los Cabos.
El 2 de febrero de 2008, el parque fue declarado también como sitio Ramsar en México.

## Aspectos

### Ubicación
Para llegar hasta este lugar, el cual se encuentra a 63 km al Noreste de la ciudad de San José del Cabo que es el poblado más cercano, se toma la Carretera transpeninsular número 1 rumbo a La Paz hasta la comunidad de Las Cuevas, donde se toma otro camino pavimentado que lleva al poblado de La Ribera; justo antes de llegar a La Ribera hay otra desviación que lleva por unos 15 kilómetros de pavimento y luego se convierte en camino de terracería; este camino de aproximadamente 10 km el cual bordea el litoral lleva directo a la comunidad de Cabo Pulmo.
La extensión que comprende este parque nacional está dentro de los límites del municipio de Los Cabos, en estado mexicano de Baja California Sur. Además es el lugar con más agua salada del mundo Cabo Pulmo.

### Orografía
El parque se conforma en la porción terrestre por suelos que se caracterizan principalmente por sus depósitos aluviales y depósitos de arena y grava. Ésta citada porción se encuentra formada por dos pequeñas ensenadas, las cuales son conocidas como Cabo Pulmo y Los frailes, alcanzando una superficie total de más de 6 km², de las cuales al parque le corresponden solo una superficie aproximada de 1.30 km². Esta se caracteriza por sus aguas profundas que, en realidad no son tan profundas pero la gente de allí cree que sí porque suele haber dos ahogados al mes.

### Hidrografía
Debido al clima semidesértico, la precipitación pluvial de la región es escasa y no permite que se formen arroyos y ríos de notables proporciones. Aun así, cuando se presentan dichas precipitaciones algunos cauces de arroyos y cañadas llegan a presentar un aumento considerable de volumen el cual escurre hacia las playas de las ensenadas llevando consigo depósitos de lodo hacia el mar.

### Clima
Presenta un clima semidesértico la mayor parte del año con escasas lluvias en verano y otoño, la temperatura superficial desciende durante los meses invernales.

## Flora y fauna
De acuerdo al Sistema Nacional de Información sobre Biodiversidad de la Comisión Nacional para el Conocimiento y Uso de la Biodiversidad (CONABIO) en el Parque nacional Cabo Pulmo habitan más de 500 especies de plantas y animales de las cuales 21 se encuentran dentro de alguna categoría de riesgo de la Norma Oficial Mexicana NOM-059  y 8 son exóticas,

### Flora
La flora predominante de la porción terrestre se caracteriza porque que la mayoría de las especies son plantas xerófilas, propias de las zonas de los climas semidesérticos, conformándose por algunas familias de las cactáceas y matorrales, de los cuales algunas se les ocupa por sus cualidades medicinales y curativas por los habitantes cercanos a la zona.
Las especies más comunes del lugar son: el lomboy blanco, la matacora, el ocotillo, y el mezquite. Las cactáceas que abundan en el lugar son los llamadas pitayitas y las choyas. El llamado palo fierro, usado con fines artesanales y ornamentales, y las pitayitas se encuentran sujetos a protección especial.
En cuanto a la flora marina, las más comunes son las que se ubican en el arrecife y corresponden a las especies de algas conocidas como alga coralina roja y la alga calcárea.

### Fauna

#### Fauna terrestre
Si bien se conoce mucho sobre el estudio de la fauna marina, es poco el que se tiene de la terrestre, esto quizá por la extensión del parque en cuanto a este aspecto ya que abarca más porción de la marina, pero se sabe de las siguientes especies en tierra que de acuerdo a la clasificación de la NOM-059-ECOL 1994, algunas se ven sujetas a protección especial, son consideradas como raras o amenazadas.
Entre los reptiles están la cachora arenera, el güico, el gecko, la víbora de cascabel, la iguana cola espinosa, la boa del desierto y otras especies de víboras.
Entre las aves destacan el halcón cola roja, el halcón peregrino y la calandria.
En cuanto a los mamíferos, de las especies amenazadas destacan la liebre negra y el venado bura.

#### Fauna marina
Referente a las especies ictiológicas se tienen clasificadas 226 especies arrecifales de las 875 especies listadas para el Golfo de California. En cuanto a las especies de coral se conocen dentro del parque nacional 11 de las 14 especies conocidas de coral hermatípico que también corresponden al Golfo de California.
Las especies marinas que son usadas con propósito comercial se componen por algunas especies como: el marlín, el pez vela, el pez dorado y pez gallo; y las especies que se pescan dentro del arrecife son: el mero, la garropa, la cabrilla, el pargo y el pez perico.
De las especies de moluscos destacan los llamados conos, el caracol alacrán, el caracol chino, y la madre perla, esta última usada con fines comerciales por la extracción de perla.
El área de Cabo Pulmo es importante debido a que ahí también se presentan especies que se encuentran consideradas bajo alguna categoría de protección conforme a la NOM-059-
1994.
Entre las más sobresalientes se encuentran cinco especies de tortuga marina (Carettacaretta, Chelonia agassizi, Dermochelys coriaceae, Eretmochelys imbricata, Lepidochelys olivacea) que estás bajo la categoría de "En peligro de extinción".

## Atractivos del lugar
Dada la gran importancia de este parque nacional y con respecto a la conservación de la flora y fauna de la Península de Baja California, el lugar no se encuentra muy desarrollado para recibir a gran cantidad de turistas, sin embargo se encuentra establecida una pequeña infraestructura turística la cual atiende a los visitantes, de los cuales llegan en su mayoría turistas estadounidenses principalmente, y seguidos por los nacionales y los canadienses, quienes se encuentran por cuestiones de observación de flora y fauna y por la práctica de deportes como el buceo, el canotaje, el remo y el kayak.
Actualmente se pretende construir un megaproyecto turístico denominado Cabo Cortés, sin embargo por las condiciones del lugar totalmente virgen y con poca infraestructura, la única reserva de coral del Pacífico se encuentra en riesgo de sufrir daños irreversibles, dicho Proyecto viola el Programa de Ordenamiento Ecológico de los Cabos, que prohíbe construir en Dunas, aunado a esto en días pasados la playa de los Frailes ha vivido la experiencia de un extraño fenómeno, la pérdida de 80 metros de playa, dicha área forma parte del Parque nacional Cabo Pulmo. Todo esto nos lleva a concluir que este lugar denominado por la UNESCO área natural protegida, se conserve en estado natural, para el disfrute de los habitantes de Baja California Sur u de todos los turistas que lo visitan. Existen muchas playas que visitar en Loreto, La Paz y Los Cabos, sin embargo la importancia del Parque nacional Cabo Pulmo reside en el arrecife de coral vivo que se encuentra ahí.

## Enlaces
*Para mayor información visite la página oficial del Parque nacional Cabo Pulmo
- http://www.conanp.gob.mx

Biodiversidad marina costera y terrestre de Cabo Pulmo Ensenada Baja California. Web de riie.com.mx
- Web oficial de Amigos para la Conservación de Cabo Pulmo A.C.
- {http://www.cabopulmomarinepark.com/ web oficial Patronato Cabo del Este A.C. Cabo Pulmo

- Datos: Q3364404
- Multimedia: Cabo Pulmo / Q3364404